# Didier Hervé
Pour les articles homonymes, voir Hervé.
Didier Hervé est un acteur français spécialisé dans le doublage et la voix-off.

## Biographie
Surtout connu pour avoir interprété de nombreuses voix dans l'émission Les Guignols de l'info, il a également prêté sa voix à de nombreuses bandes-annonces de cinéma, publicités et séries d'animations.
En 1983, il a coécrit, cocomposé et interprété la chanson, Fais gaffe au stop.
Il a endossé le rôle du père Fouras dans le jeu télévisé Fort Boyard lors de la saison 2002.

## Doublage
- 1988-2018 : Les Guignols de l'info
- 1991 : Robinson et compagnie
- 1996 : Mot : Mot (2e voix)
- 2003 : En voiture avec le Roi des papas : Les infos, le professeur chiant et le générique d'En route pour Mars
- 2006 : Au crépuscule des temps (téléfilm) : voix off
- 2009 : Ninja Assassin : Ozunu

## Voix-off
- Narrateur du premier épisode de Fort Boyard en juillet 1990
- Voix-off de Nostalgie depuis mars 2016